# Latham 43
Latham 43 – francuska rozpoznawczo-bombowa łódź latająca z okresu międzywojennego.

## Historia
W 1924 roku we francuskiej wytwórni lotniczej Latham Cie. Societe Industrie Caudebec w Caudebec-en-Caux opracowano ciężką łódź latającą przeznaczoną do rozpoznania i bombardowania. Jeszcze w tym samym roku została ona oblatana i wprowadzona do produkcji seryjnej. Samoloty seryjne zostały oznaczone jako Latham 43HB3.

## Użycie
Samolot Latham 43 po wprowadzeniu do produkcji seryjnej był wprowadzany do lotnictwa francuskiej marynarki wojennej, lecz z uwagi na jego niezbyt nowoczesną budowę, dostaw tych zaniechano, a następnie maszyny skierowano do jednostek treningowych.

## Użycie w lotnictwie polskim
W 1926 roku samoloty Latham 43 zostały zakupione we Francji dla lotnictwa polskiego. 8 samolotów Latham 43 otrzymał Morski Dywizjon Lotniczy w Pucku. W dywizjonie przeznaczone one zostały do bombardowania i dalekiego rozpoznania, przydzielone zostały do Eskadry Niszczycielskiej (nazwanej także Eskadrą Dalekiego Wywiadu).  
Służyły one do patrolowania morza za linią wód terytorialnych, do sygnalizowania ruchu okrętów i statków oraz przelatujących samolotów obcych. Używano ich także do holowania celów powietrznych, korygowania ognia artylerii, wykonywania zdjęć lotniczych, wyszukiwania torped i min szkolnych.
Poza zadaniami typowo wojskowymi wykonywano na nich loty pokazowe w głąb kraju, wodując m.in. w Gdyni oraz na Wiśle w Warszawie, Krakowie i Tyńcu koło Krakowa. Na samolotach tych wykonano także rajd z Pucka do Lipawy na Łotwie. 
Samoloty Latham 43 były wycofywane sukcesywnie z użycia w latach 1929–1934 roku z powodu ich zużycia. Ostatni samolot tego typu eksploatowany był do 1934 roku.

## Opis konstrukcji
Samolot Latham 43 była to czteromiejscowa dwupłatowa rozpoznawczo-bombowa łódź latająca o konstrukcji mieszanej.
Kadłub miał kształt łodziowy z odpowiednio wyprofilowanym dnem, który mógł stykać się z powierzchnią wody przy dużej prędkości. Rozbryzgi fal rozchodziły się wówczas na boki na powierzchni wody i łączyły się daleko za rufą łodzi latającej we wzburzony warkocz, nie przeszkadzając w poruszaniu się jej na wodzie. Kadłub miał konstrukcję drewnianą i kryty był w całości sklejką. 
W przedniej części kadłuba znajdowało się stanowisko dla ruchomego karabinu maszynowego (lub dwóch sprzężonych) obsługiwanego przez strzelca. Przed komorą płatów usytuowano w kadłubie odkrytą kabinę z dwoma miejscami obok siebie – pilota z lewej i obserwatora z prawej strony. Za komorą płatów znajdowało się tylne stanowisko z ruchomym karabinem maszynowym (lub dwoma sprzężonymi) obsługiwanym przez drugiego strzelca. 
Kadłub przechodził na końcu w statecznik kierunku, do którego przymocowany był ster kierunku. Do usterzenia pionowego zamocowano przy pomocy podpórek zastrzałowych usterzenie poziome. Całe usterzenie miało konstrukcję drewnianą i kryte było płótnem.
Do górnej środkowej części kadłuba zamocowano płat dolny, który wyposażono w dwa pływaki ustateczniające. Do płata dolnego za pomocą kilku par słupków zamocowano płat górny. Płaty między sobą usztywnione były cięgnami stalowymi. Płaty miały konstrukcję dwudźwigarową, konstrukcję drewnianą i kryte były płótnem. Lotki znajdowały się na obu płatach. 
Napęd stanowiły dwa silniki rzędowe chłodzone cieczą zamontowane w komorze płatów na kozłach z rur stalowych w niedużej odległości od obu stron kadłuba. Chłodnice umieszczono z boku każdego silnika przy słupkach wewnętrznych. Zbiornik paliwa umieszczono w części środkowej górnego płata.